# لوسيو روسي
لوسيو روسي (بالإيطالية: Lucio Rossi)‏ هو فيزيائي إيطالي، ولد في 24 سبتمبر 1955 في بودينزانو في إيطاليا.